# Mark Viitanen
Mark Viitanen (* 4. April 1998 in Tallinn) ist ein finnisch-estnischer Eishockeyspieler, der seit 2023 beim KH Sanok spielt und mit dem Klub in der Polska Hokej Liga antritt.

## Karriere
Mark Viitanen begann seine Karriere als Eishockeyspieler im finnischen Turku in der Nachwuchsabteilung von TuTo Hockey. Während der Spielzeit 2014/15 wechselte er zum Lokalkonkurrenten Turun Palloseura, bei dem er ebenfalls im Nachwuchsbereich spielte. 2017 wagte er den Sprung nach China und spielte eine Saison für die Juniorenmannschaft von KRS Heilongjiang in der russischen Nachwuchsliga Molodjoschnaja Chokkeinaja Liga. Anschließend kehrte er nach Finnland zurück und schloss sich Heinolan Peliitat aus der Mestis, der zweithöchsten finnischen Spielklasse, an. Seit 2019 spielte er wieder für TuTo, für das er zunächst in der U20-liiga, der höchsten finnischen Nachwuchsliga, und nunmehr ebenfalls in der Mestis auf dem Eis stand. 2022 wechselte er nach Polen, wo er zunächst beim KS Toruń aktiv war und seit 2023 beim KH Sanok in der Polska Hokej Liga spielt.

### International
Für Estland nahm Viitanen, der im Juniorenbereich nie international eingesetzt wurde, erstmals als 21-Jähriger an der Eishockey-Weltmeisterschaft der Herren 2019 teil, wo er auch 2023 spielte.